# Блато (Словенське Коніце)
Блато (словен. Blato) — поселення в общині Словенське Коніце, Савинський регіон, Словенія. Висота над рівнем моря: 330,8 м.